# Kasteel van Tieghem de ten Berghe
Het Kasteel van Tieghem de ten Berghe is een neogotisch kasteel in Mariakerke, Gent. Het werd ontworpen door Joseph Schadde en was in 1890 voltooid. Het kasteel werd door de familie Van Tieghem de ten Berghe bewoond tot 1917 waarna het door het Duitse leger werd bezet. Vervolgens werd het verhuurd aan verschillende families en instellingen. Na de Tweede Wereldoorlog raakte het kasteel verwaarloosd en onbewoond totdat het in 1963 door de gemeente werd aangekocht. In 1967 deed het dienst als het gemeentehuis van Mariakerke, en later na de fusie met Gent werd het als dienstencentrum van Mariakerke gebruikt. Het gebouw is sinds 25 maart 1997 beschermd als monument.
Een groot deel van het vroegere kasteelpark werd verkaveld.